# جيمس إم. بيك
جيمس إم. بيك هو محامي وسياسي أمريكي، ولد في 9 يوليو 1861 في فيلادلفيا في الولايات المتحدة، وتوفي في 12 أبريل 1936 في واشنطن العاصمة في الولايات المتحدة. نشط حزبياً في الحزب الجمهوري. وقد انتخب عضو مجلس النواب الأمريكي ‏ عن دائرة Pennsylvania's 1st congressional district ‏ (8 نوفمبر 1927 – 3 مارس 1933) وانتخب النائب العام للولايات المتحدة ‏ ( – 1925) وانتخب عضو مجلس النواب الأمريكي ‏ عن دائرة Pennsylvania's 2nd congressional district ‏ (4 مارس 1933 – 30 سبتمبر 1934).

## وصلات خارجية
- جيمس إم. بيك على موقع إن إن دي بي (الإنجليزية)